# 山阳学园短期大学
山阳学园短期大学（日语：／ San-yo Gakuen Tankidaigaku *）是一所位于日本冈山县冈山市中区的私立短期大学。

## 概要

### 简介
- 源流成立于1886年[1][2]。短期大学为于1969年开办[3][4]、由学校法人山阳学园经营、来源于冈山基督教教会、教育的基础是上代淑的基督教教思想。为男女同校从2009年[5]。「爱和服务」为学园训[6]。

### 历史
- 1969年 山阳学园短期大学成立并同时设置一个学科即家政科[4]。
- 1970年 家政科分离为两个专攻、以下列举[4]。
  - 家政学专攻
  - 食物营养学专攻
- 1971年 家政学专攻成立于专科（改名为生活学・生活造型专攻于1996年）[4]。
- 1972年 幼儿教育学科、食物营养学专攻于专科成立[4]。
- 1975年 幼儿教育学专攻成立于专科（为大学评价学位授予机构批准于2000年[7]）[4]。
- 1988年 国际教养学科成立（招生到于1993年、正式停办于1996年）[4]。
- 1991年 食物营养学科成立（前家政学科食物营养学专攻）。家政学科改名为生活学科、前家政学专攻改编为两个专攻、以下列举[4]。
  - 生活学专攻：改编为人类文化学科于1999年、以后招生到于2002年、正式停办于2005年[7]。
  - 生活造型专攻：改编为生活设计学科于1999年、改编为商务设计学科[注 4]于2003年、以后招生到于2008年、正式停办于2011年[3]。
- 2009年 开始招収男学生[5]。

### 宪章
- 请参看山阳学园短期大学的标志 （页面存档备份，存于） （日語） 2014年2月11日阅览。

## 学校环境
- 校区：在冈山县冈山市中区

## 历任校长
- 上代晧三：第一代短期大学校长[4]。
- 实成文彦：现在短期大学校长[8]

## 组织

### 学科
- 食物营养学科
- 幼儿教育学科

### 前学科
- 生活设计学科[注 1]
- 人类文化学科[注 2]
- 国际教养学科[注 3]

### 专科
- 生活学・生活造型专攻：大学评价学位授予机构批准
- 食物营养学专攻
- 幼儿教育学专攻

### 业余课程
| - 没有 |

### 附属学校
| - 幼儿园 |

### 附属机关
| - 图书馆 |

## 相关链接
- 日本短期大学列表